# Alfarería en la provincia de Huelva

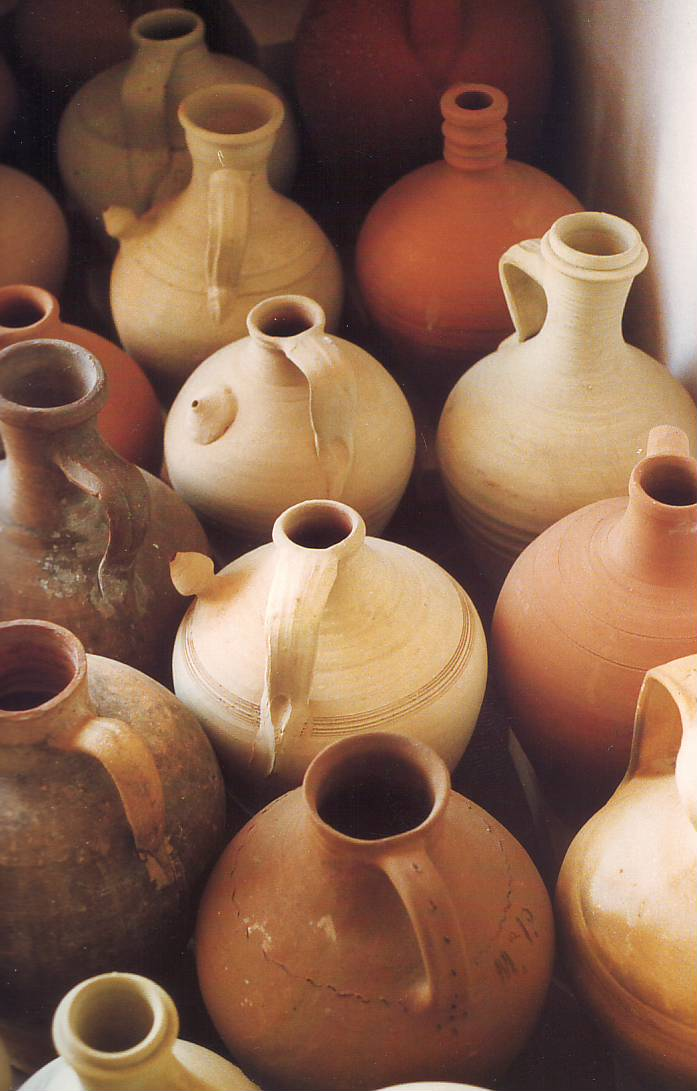
Tipos tradicionales de cantarería. Museo de Chinchilla.

La alfarería en la provincia de Huelva (España), tuvo focos alfareros activos en Aracena, Beas, Campofrío, Cortegana, Los Romeros, La Palma del Condado, Trigueros y Villarrasa, además de en la capital.

### Trigueros

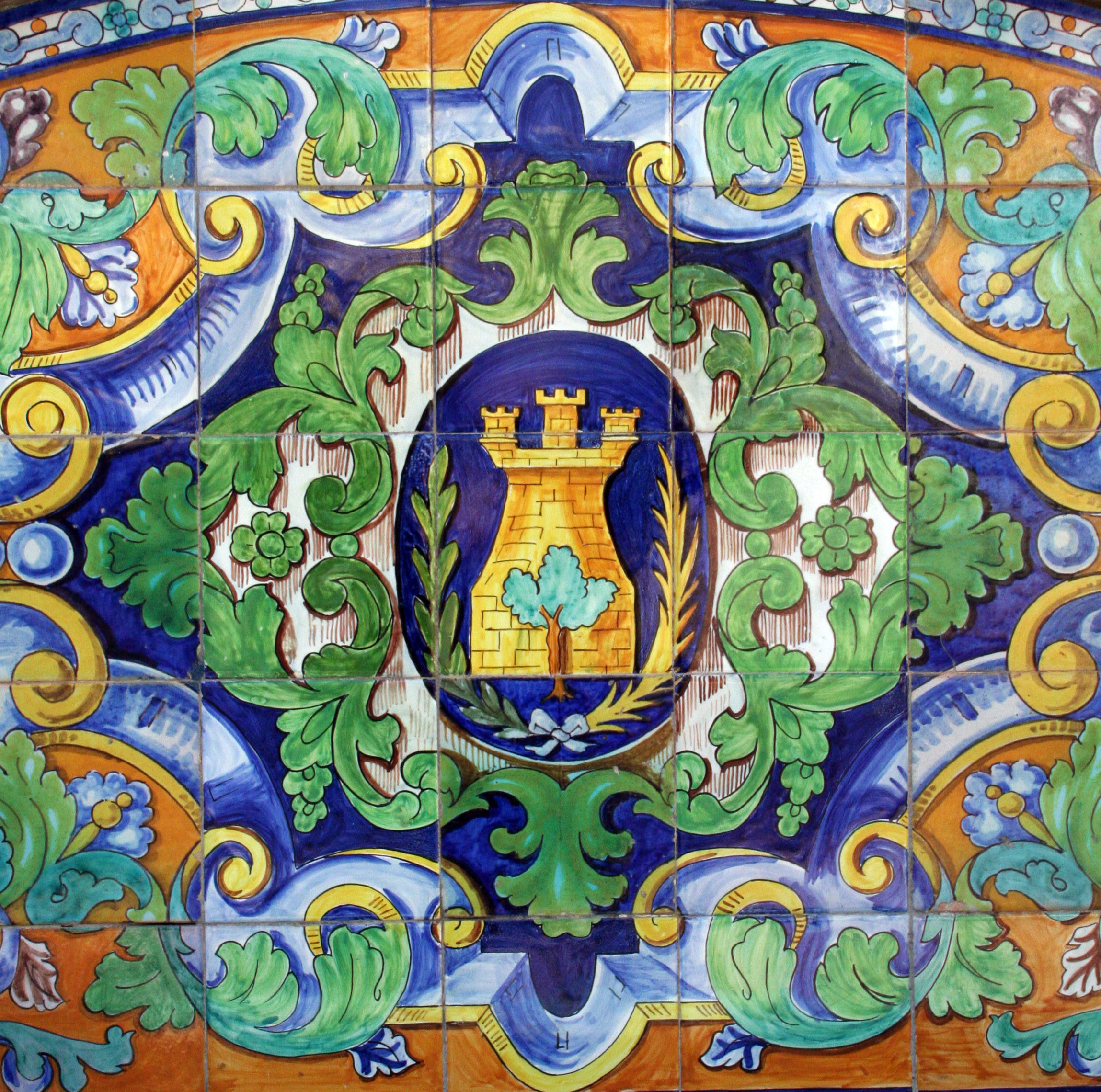
La azulejería popular en el Escudo de Ayamonte.